# Tijjani Reijnders
Tijjani Martinus Jan Reijnders Lekatompessy (em neerlandês: [tiˈdʒani ˈrɛi̯ndərs]; Zwolle, 29 de julho de 1998) é um futebolista neerlandes que atua como meio-campo. Atualmente joga no Manchester City.

## Carreira

### Início
Aos seis anos, ele iniciou nas bases na escola de futebol do seu pai, Martin, e no clube amador WVF em Zwolle. Após, passou pelo Zwolle e se transferiu para o Twente, sendo dispensado por ser "muito pequeno", em 2015. Reijnders então jogou pelo CSV'28, onde ele foi eleito o jogador do ano do clube. Em 2016, Reijnders retornou ao PEC Zwolle, onde apareceu no time titular do clube da Eredivisie contra o Roda JC, no dia 13 de agosto de 2017.

### AZ Alkmaar
Tijjani assinou com o AZ Alkmaar em 2017, que o comprou e inicialmente o jogou no time reserva (conhecido como Jong AZ) na segunda divisão holandesa. Em 2018, foi promovido ao time principal.
Após seu empréstimo ao RKC Waalwijk, Reijnders voltou ao AZ. Em 19 de setembro de 2021, Reijnders marcou seu primeiro gol pelo AZ, na derrota por 3-2 para o Heracles Almelo. Ele disputou nada menos que 46 partidas naquela temporada, a maioria delas como reserva, e marcou seis gols. Em 2022, Fredrik Midtsjø assinou com o Galatasaray e Reijnders assumiu a titularidade no meio-campo ao lado de Jordy Clasie e Dani de Wit. Em 11 de agosto, ele marcou duas vezes na vitória por 7-0 nas eliminatórias da Liga Conferência da UEFA contra o Dundee United. Em 24 de janeiro de 2023, Reijnders estendeu seu contrato até meados de 2027. Ele disputou todas as 54 partidas da temporada, marcando sete vezes.

#### Empréstimo ao RKC Waalwijk
Em 2020, foi emprestado ao RKC Waalwijk por seis meses, de janeiro a junho.

### Milan
Em 19 de julho de 2023, Reijnders assinou com o Milan, clube da Série A, assinando um contrato de cinco anos até junho de 2028. No dia 21 de agosto, ele estreou como titular pelos rossoneri, em uma partida da Série A contra o Bologna. No dia 11 de novembro, em partida da Série A contra o Lecce, no Estádio Via del Mare, Reijnders marcou seu gol de estreia pelo Milan.
Reijnders foi listado no Time da Temporada da Série A de 2024–25 e foi nomeado o Melhor Meio-campista da Série A da temporada.

### Manchester City
Em 11 de junho de 2025, o Manchester City, clube da Premier League, anunciou a contratação de Reijnders em um contrato de cinco anos, avaliado em £46,5 milhões. Reijnders escolheu o número 4, número que os fãs do City prezam, já que o capitão de longa data do clube, Vincent Kompany, jogou nele durante nove de suas 11 temporadas em Manchester.

## Seleção Neerlandesa
Em parte devido às origens de Reijnders, que tem origem nas Ilhas Molucas através de sua mãe, Reijnders foi abordado pela Associação de Futebol da Indonésia (PSSI) no início de 2022 para jogar pela Seleção Indonésia de Futebol. Reijnders rejeitou o convite.
Em 2018, ele foi convocado para a seleção neerlandesa sub-20.
Em maio de 2023, Reijnders recebeu sua primeira convocação oficial para a seleção neerlandesa para as finais da Liga das Nações da UEFA de 2022–23. Em 7 de setembro de 2023, Reijnders fez sua estreia nos Países Baixos como reserva na vitória por 3 a 0 sobre a Grécia nas eliminatórias da UEFA Euro 2024. Em 13 de outubro, ele estreou como titular na derrota dos Países Baixos por 2 a 1 para a França na mesma competição.
Reijnders marcou seu primeiro gol internacional na vitória por 4 a 0 sobre a Escócia na Johan Cruijff Arena em 22 de março de 2024.
Em 29 de maio de 2024, Reijnders foi convocado para a seleção neerlandesa para o Campeonato Europeu de Futebol de 2024.

## Estilo de jogo
Reijnders é um meio-campista móvel e com tendência a avançar até o último terço e a grande área adversária, para tentar marcar ou pressionar o adversário.
Após sua transferência para o Milan, ele foi imediatamente integrado ao time titular do time pelo técnico Stefano Pioli como meio-campista central esquerdo, conhecido como mezzala na Itália, em uma formação 4–3–3. Ele também jogou como parte do pivô duplo em uma formação 4–2–3–1, novamente principalmente na esquerda, apesar de ser destro; de acordo com Reijnders, as razões tácticas desempenharam um papel significativo na escolha do Milan em vez do Barcelona, uma vez que a sua posição de jogo proposta nesta última equipa teria limitado a sua movimentação.

## Vida pessoal
Reijnders é filho do ex-jogador de futebol Martin Reijnders e irmão de Eliano Reijnders, jogador de futebol profissional. Reijnders é descendente de indonésios por meio de sua mãe.

## Títulos
Milan
- Supercopa da Itália: 2024[38]

### Prêmios individuais
- Melhor Meia do Campeonato Italiano – Série A: 2024–25[39]
- Seleção da Temporada do Campeonato Italiano – Série A: 2024–25[40]
- Time da temporada do Campeonato Italiano – Série A do The Athletic: 2024–25[41]